# Pomierzyn
Pomierzyn [pronunciación en polaco: /pɔˈmjɛʐɨn/] (en alemán: Pammin) es un pueblo ubicado en el distrito administrativo de Gmina Kalisz Pomorski, dentro del condado de Drawsko, Voivodato de Pomerania Occidental, en el noroeste de Polonia. Se encuentra a unos 6 kilómetros al norte de Kalisz Pomorski, a 23 kilómetros al sur de Drawsko Pomorskie, y a 87 kilómetros al este de la capital regional Szczecin.